# Вальтер Віттінг
Вальтер Рудольф Генріх Віттінг (Walter Rudolf Heinrich Witting; 24 липня 1879, Кольберг — 19 лютого 1947, спецтабір НКВС №1 Мюльберг) — німецький офіцер, генерал-лейтенант люфтваффе.

## Біографія
7 вересня 1897 року вступив в Данцизький піхотний полк №128. З 1 жовтня 1906 по 20 липня 1909 року навсчався в Прусській військовій академії. З 1 квітня 1910 року служив у Великому Генштабі, з 1 квітня 1914 року — в Генштабі генерал-інспектора військового транспорту, з 2 серпня 1914 року — 9-го резервного корпусу, з 8 березня 1915 року — 7-ї дивізії, з 9 травня 1915 року — 5-ї армії, з 25 листопада 1916 року — групи армій «Кронпринц». 19 березня 1917 року захворів. Після лікування 1 червня 1917 року призначений представником начальника польової залізничної системи в Румунії. 12 квітня 1918 року призначений офіцером для особливих доручень при начальнику зв'язку. В останні тижні Першої світової війни служив в 118-му піхотному полку.
4 грудня 1918 року призначений у Великий Генштаб. З 7 січня 1919 року — офіцер Генштабу 1-го групового командування, з 11 листопада 1919 року — 3-го військового округу. 31 березня 1922 року звільнений у відставку. 4 травня 1934 року вступив в службу комплектування люфтваффе і очолив групу оборонної економіки Центрального управління сировини Імперського міністерства авіації (ІМА). З жовтня 1937 року — представник економічного інспектора 4-го військового округу.
З 1 листопада 1937 року — економічний інспектор 4-го військового округу. З вересня 1940 року — лобіст концерну Фрідріха Фліка. З 1 жовтня 1940 року — інспектор сировини ІМА. З 1 лютого 1941 року — офіцер для особливих доручень при ІМА та Управлінні воєнної економіки та озброєнь ОКВ. 31 травня 1943 року звільнений у відставку. 6 листопада 1945 року арештований радянською окупаційною владою. Помер в ув'язненні.

## Нагороди
- Залізний хрест
  - 2-го класу (16 вересня 1914)
  - 1-го класу (9 листопада 1914)
- Хрест «За заслуги у війні» (Саксен-Мейнінген) (7 квітня 1915)
- Хрест «За військові заслуги» (Мекленбург-Шверін) 2-го класу (25 серпня 1917)
- Ганзейський хрест
  - Любек (1 вересня 1917)
  - Гамбург (8 вересня 1917)
- Хрест «За військові заслуги» (Брауншвейг) 2-го класу (18 жовтня 1917)
- Хрест «За військові заслуги» (Австро-Угорщина) 3-го класу з військовою відзнакою (18 грудня 1917)
- Орден «За військові заслуги» (Болгарія) 3-го ступеня (6 січня 1918)
- Галліполійська зірка (Османська імперія; 7 січня 1918)
- Королівський орден дому Гогенцоллернів, лицарський хрест з мечами (18 травня 1918)
- Хрест «За вислугу років» (Пруссія) (25 років)
- Почесний хрест ветерана війни з мечами (21 грудня 1934)
- Медаль «За вислугу років у Вермахті» 4-го, 3-го, 2-го і 1-го класу (25 років; 2 жовтня 1936) — отримав 4 нагороди одночасно.
- Медаль «У пам'ять 1 жовтня 1938 року» (3 листопада 1939)
- Хрест Воєнних заслуг 2-го класу з мечами (4 липня 1940)